# Шведский паспорт
Шве́дский па́спорт — документ, используемый подданными Королевства Швеция для международных путешествий.

Обложка шведского паспорта

Шведские паспорта выпускаются для подданных Королевства Швеции для международных путешествий. Помимо прочего в качестве доказательства шведского подданства, паспорта облегчают процесс обеспечения помощи от шведских консульских чиновников за границей или других членов Европейского союза в случае, если посольство Швеции отсутствует. Для путешествий в другие страны, которые входят в Шенгенское соглашение, не требуется паспорт, если имеется шведское национальное удостоверение личности.
Паспорта выдаются шведской полицией в паспортных отделениях по заявлению подданных. Паспорта, выпущенные с 1 октября 2005 года, имеют биометрические данные и действительны в течение пяти лет. Предыдущие паспорта действительны в течение десяти лет (для взрослых) и пяти лет (для детей). Паспорта с синей обложкой, выпущенные до 1998 года, считаются недействительными удостоверениями личности в Швеции из-за недостаточной защиты от подделки.

## Описание Шведского паспорта
Шведский паспорт бордового цвета, в верхней части паспорта в три строки надпись *EUROPEISKA UNIONEN — SVERIGE — PASS*, в правой части элемент узора, в нижней части изображение герба Швеции. Под гербом знак биометрических паспортов.

## Биометрические данные
Биометрические паспорта имеют чип RFID, содержащий печатные данные паспорта в цифровом формате наряду с фотографией в формате JPEG и с цифровым ключом, чтобы проверить, что содержавшиеся данные подлинны и не изменялись. К данным в чипе можно получить доступ, после использования печатных кодов в нижней части страницы владельца паспорта. Европейский союз требует, чтобы отпечатки пальцев были внесены в паспорта государств — членов к 2009 году.

## Страница Информации в паспорте
Шведский паспорт включает следующие данные:
- Фотография владельца паспорта
- Тип (паспорта)
- Код страны (SWE)
- Номер паспорта
- Фамилия
- Имя
- Гражданство (подданство)
- Рост
- Дата рождения
- Персональный номер
- Пол
- Место рождения
- Подпись владельца
- Дата выдачи
- Дата окончания срока действия
- Область машиночитаемой зоны.

## Путешествия без визы
По данным консалтинговой компании Henley & Partners, обладатели шведского паспорта (вместе с обладателями паспортов Финляндии и Великобритании) делят по состоянию на сентябрь 2013 года первое место в мире по числу государств и автономных территорий (173), куда они могут въехать без оформления визы.
- Европейский союз Неограниченно
- Исландия Неограниченно
- Лихтенштейн Неограниченно
- Норвегия Неограниченно
- Швейцария Неограниченно
- Албания 1 месяц
- Андорра
- Австралия 90 Дней
- Босния и Герцеговина 90 Дней
- Канада 90 Дней
- Фарерские острова 90 Дней
- Грузия 90 Дней
- Гибралтар
- Остров Мэн
- Израиль 90 Дней
- Джерси
- Северная Македония 90 Дней
- Молдова 90 Дней
- Монако 90 Дней
- Черногория 90 Дней
- Новая Зеландия 90 Дней
- Сан-Марино 90 Дней
- Сербия 90 Дней
- Китайская Республика 30 Дней
- Турция 90 Дней
- Украина 90 Дней
- США 90 Дней
- Ватикан 90 Дней
- Беларусь 30 Дней